# 气死风灯

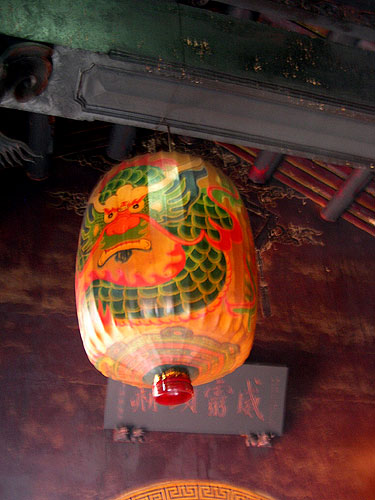
臺灣鹿港天后宮繪上龍圖案的氣死風燈

气死风灯，简称“气风灯”，是東亞漢字文化圈灯笼的一种。顾名思义，「气死风」是不容易被风吹灭的意思。为图吉利，气死风灯还有雅名“乞赐丰登”、“乞赐封灯”。其形狀有圓形、長圓形、橢圓形、圓柱形等，特點是上面開口遠較燈體直徑小，底部不開口或只有小開口，故不易吹熄。以竹篾或金屬絲為支架，再糊上紙或織物，也有以羊角製作的羊角燈和以犀牛角製成的犀角燈，有些有上輪、下輪，也有些垂穗，有些底部密封，有些底部開口，還有些可以摺疊。如今天安门城楼上面挂的大紅燈籠就是气死风灯的一種。
气死风灯源於中國，其出現不會晚於明代，明代風俗畫《南都繁會圖》中就有氣死風燈，《三才圖會》也有氣死風燈的插圖。後來再傳至日本、朝鮮、越南等地。

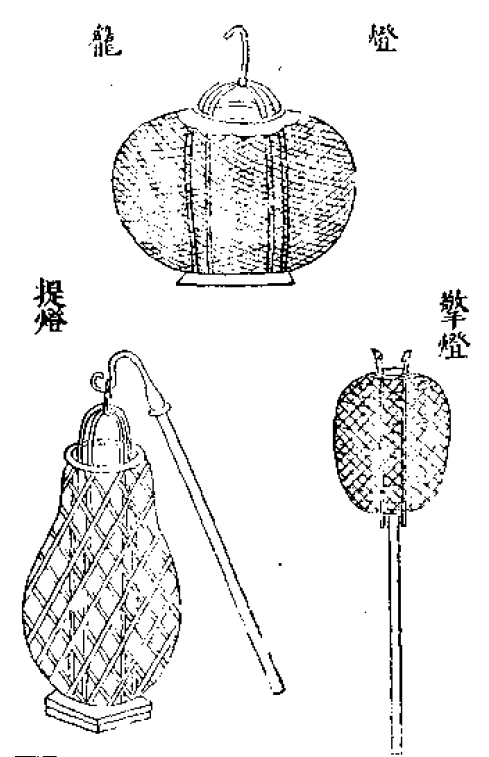
《三才圖會》中的燈籠為氣死風燈
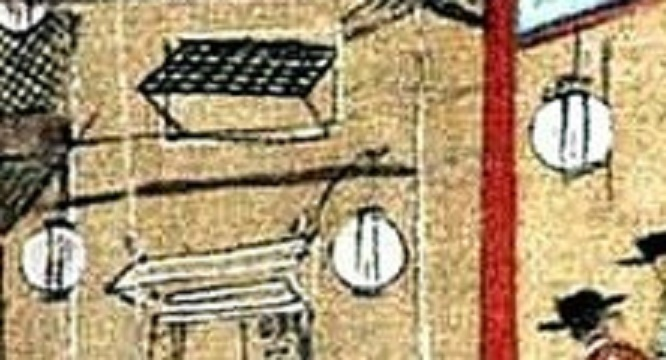
明代《南都繁會圖》中的氣死風燈
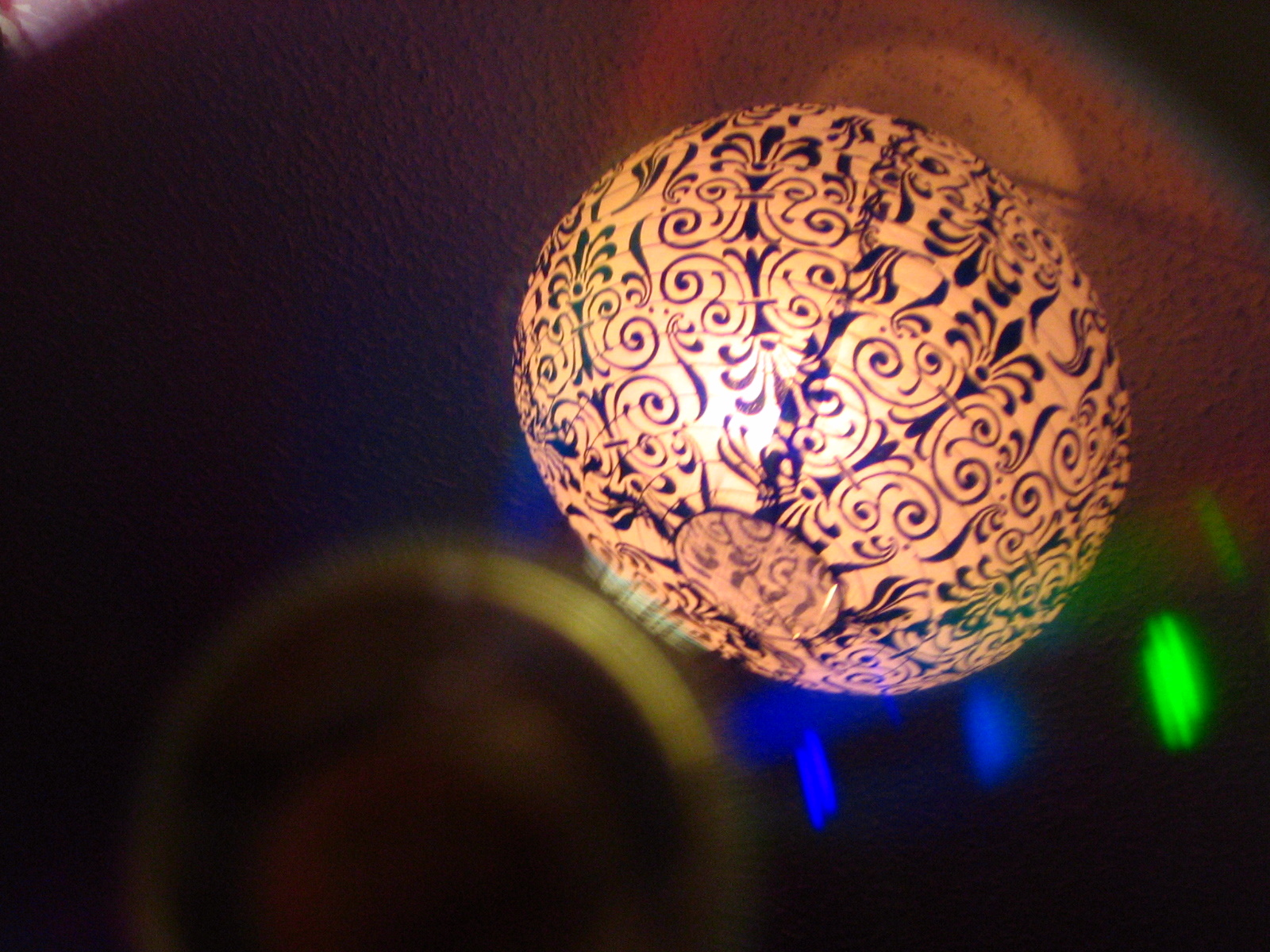
印上西式圖案的現代氣死風燈
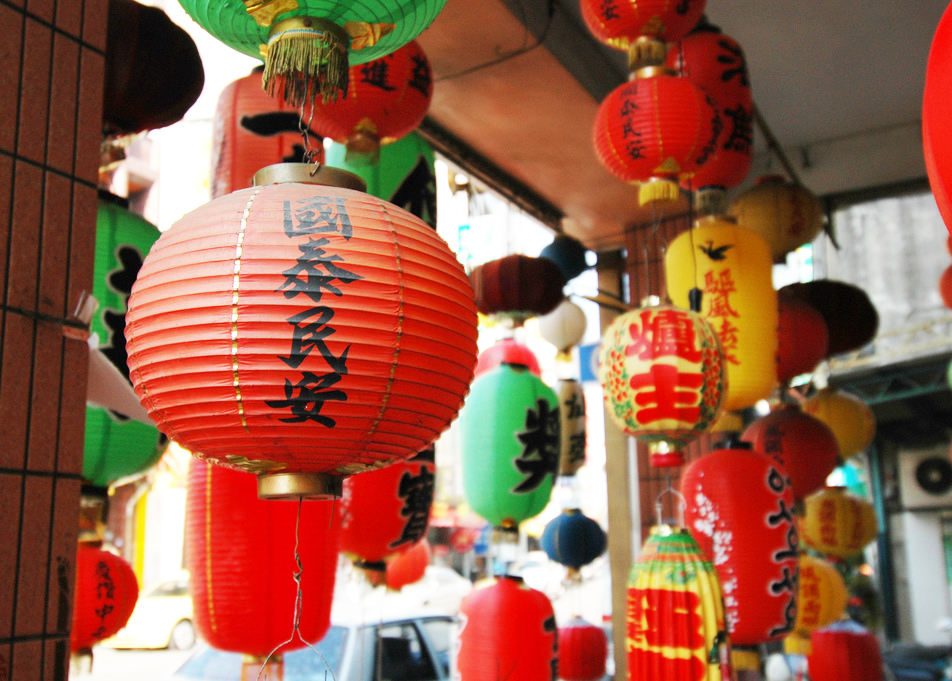
多種不同造型的氣死風燈

## 類型
可分為編織式燈、豎龍骨燈、橫龍骨燈三種。

## 各地情況

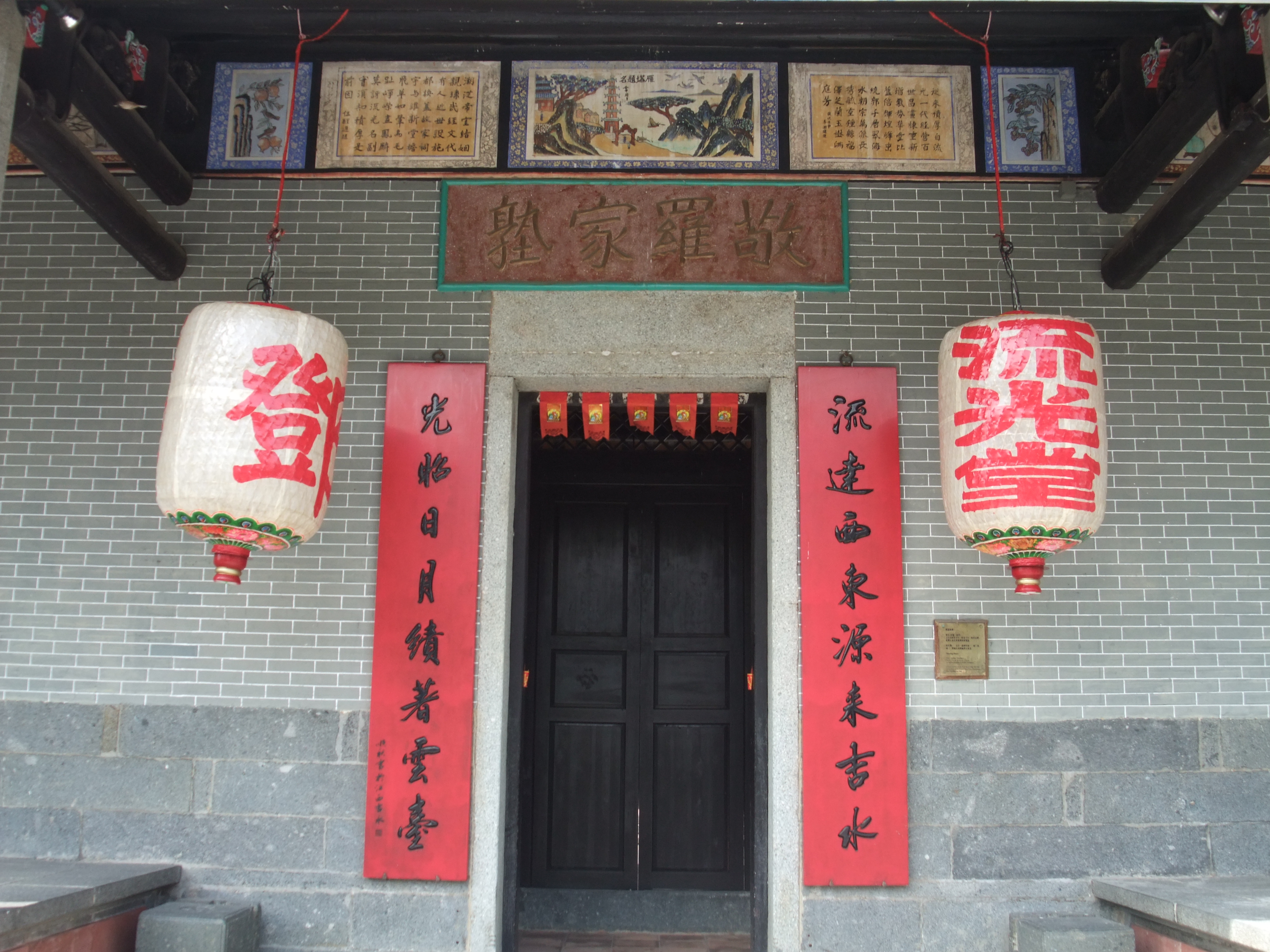
香港大埔頭敬羅家塾中寫上「鄧」字代表鄧氏及堂號「流光堂」的氣死風燈

### 華人地區
在華人地區，氣死風燈常見於傳統住宅和祠堂，上書姓氏、堂號等。有些廟宇也會懸掛寫上神名的氣死風燈。一些節慶、祭祀活動等也有寫上相關字句的氣死風燈，是典型的节庆点缀物。喪禮中則會掛上白底藍字的氣死風燈，稱為藍燈籠。

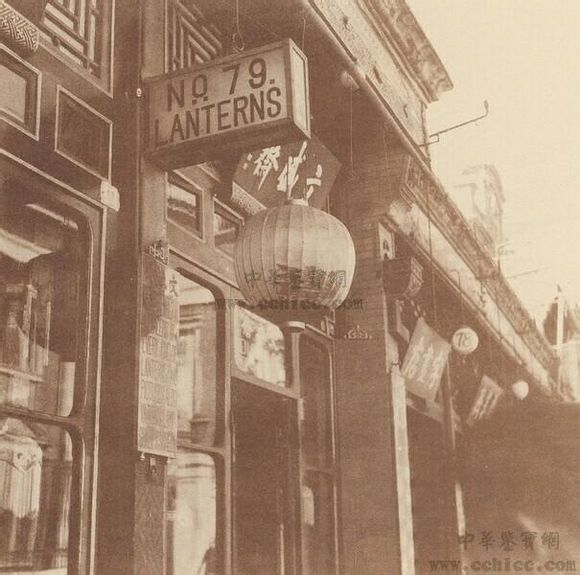
中華民國大陸時期北平（北京）的大型氣死風燈
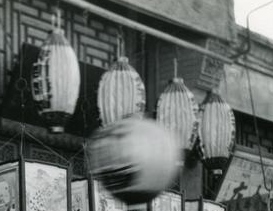
1911年北京燈籠店售賣的氣死風燈
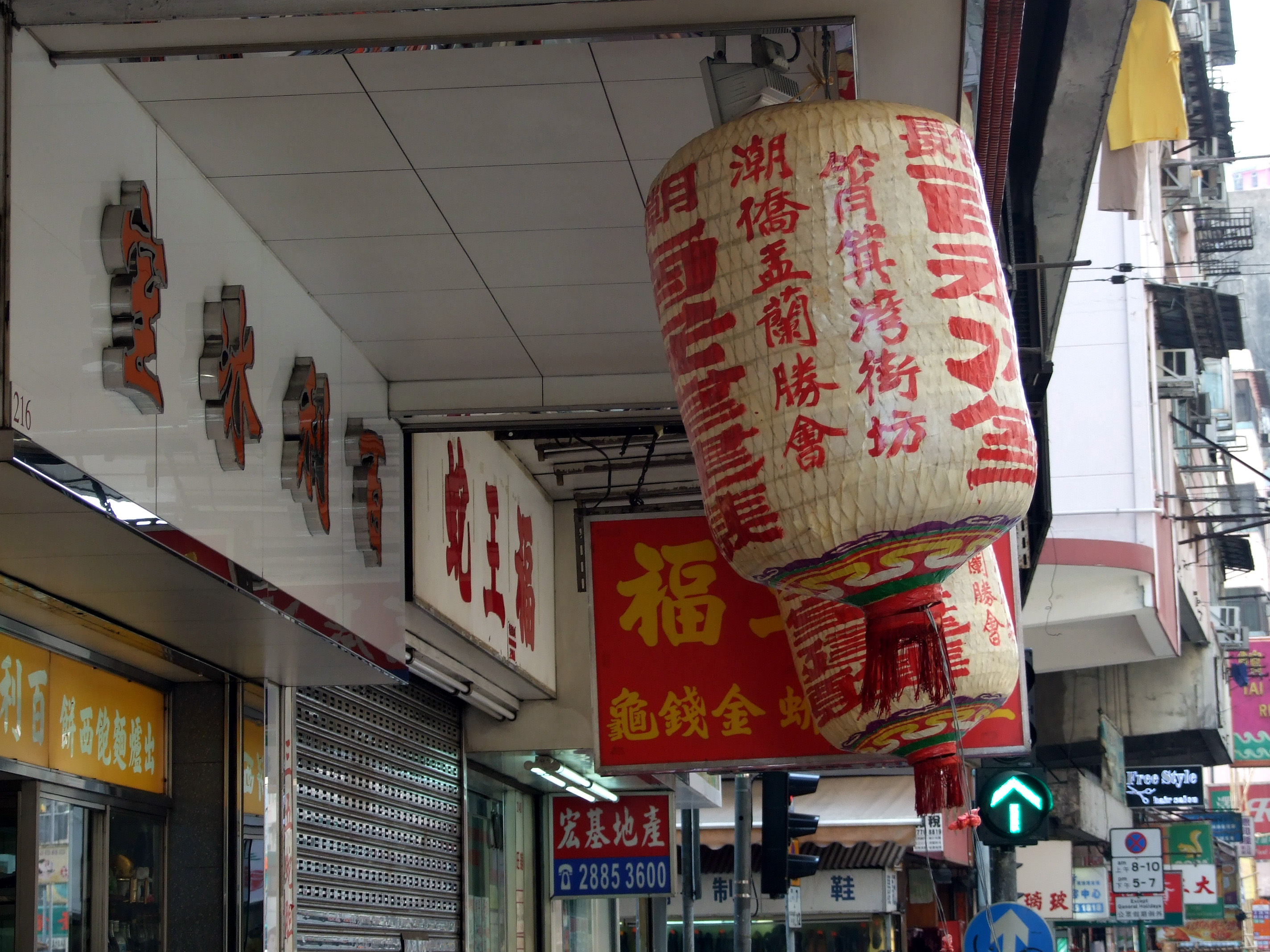
香港筲箕灣街坊潮僑盂蘭勝會的建醮氣死風燈]]
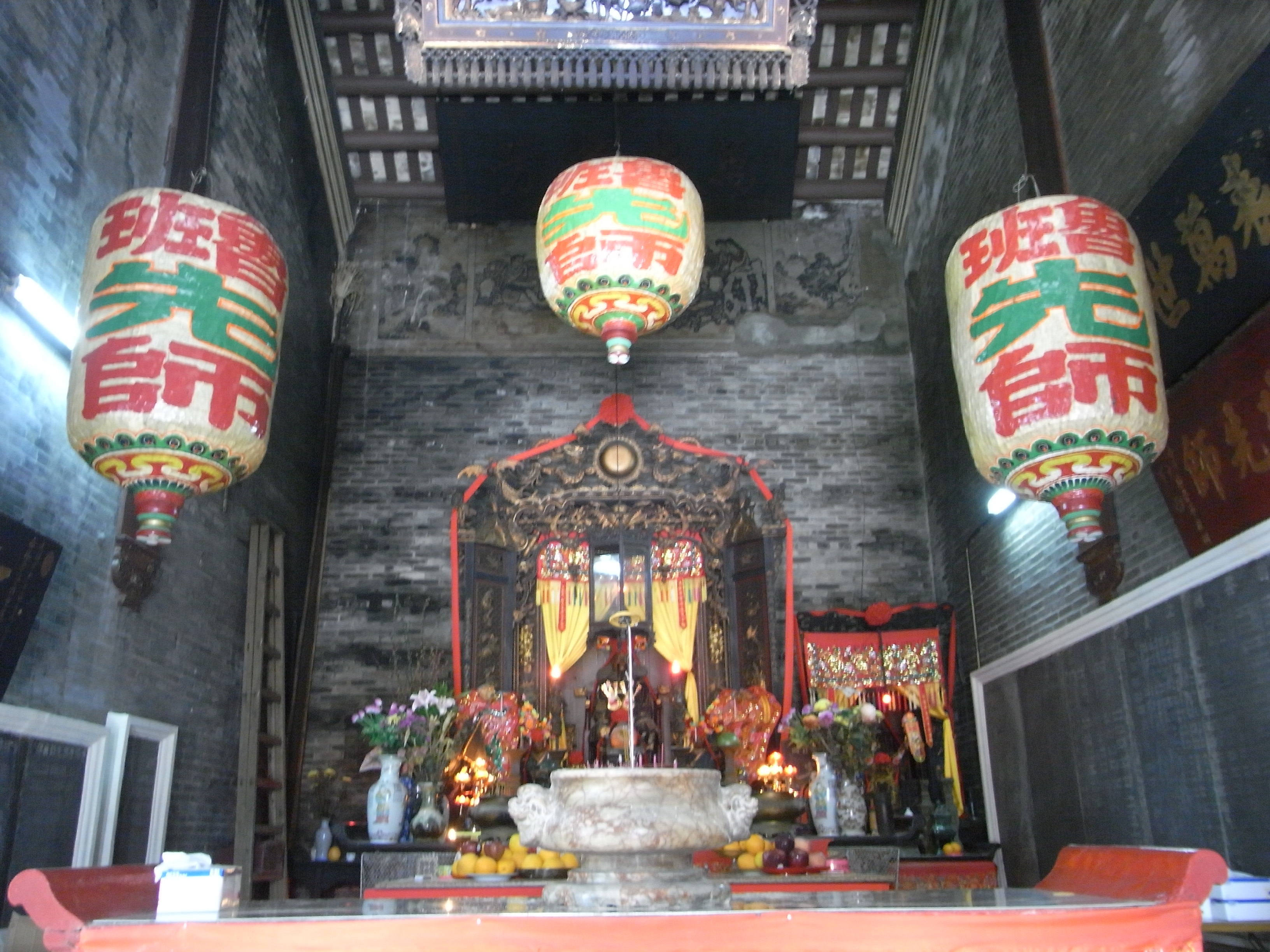
香港魯班先師廟內的氣死風燈
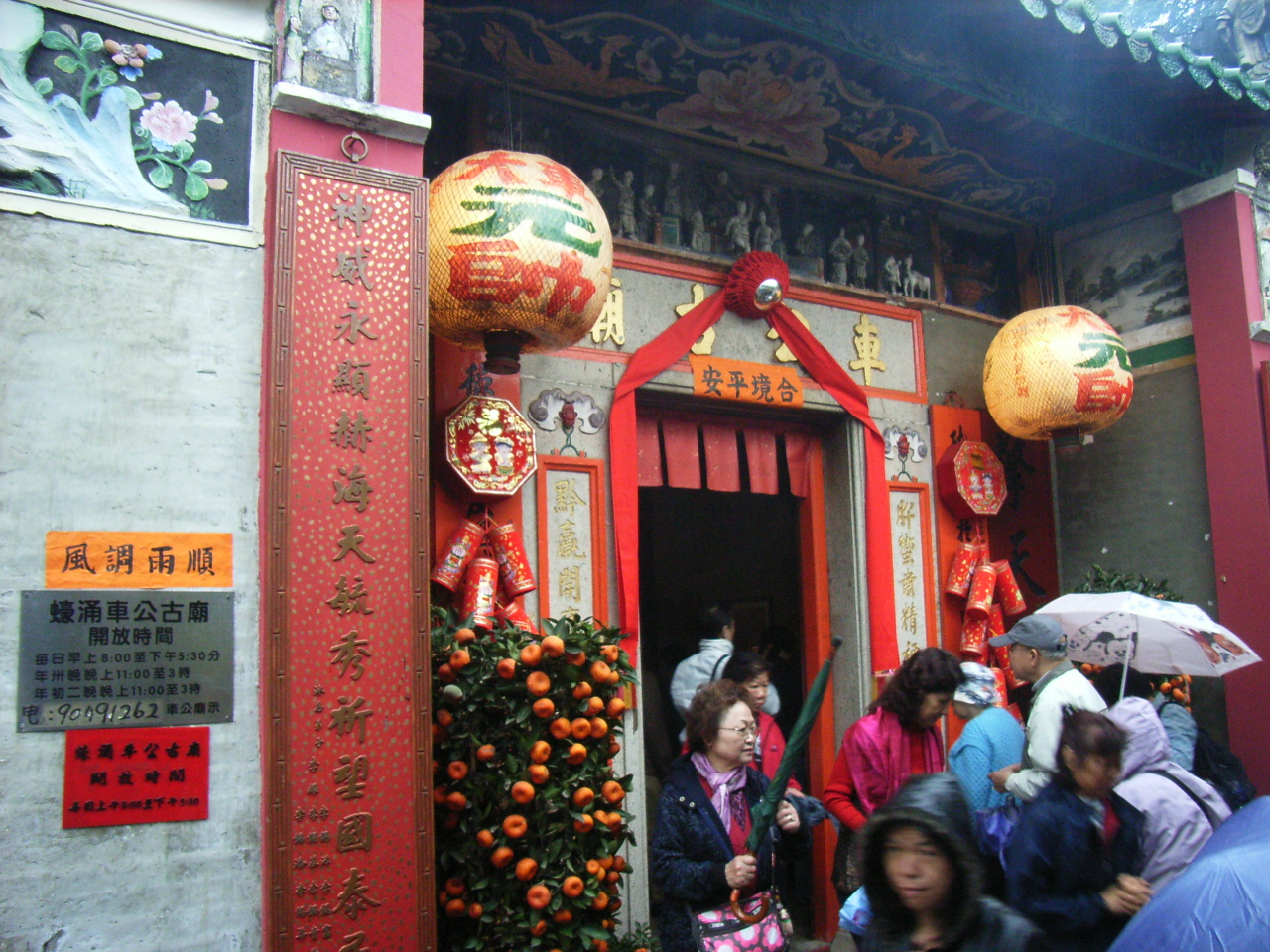
香港蠔涌車公廟的氣死風燈
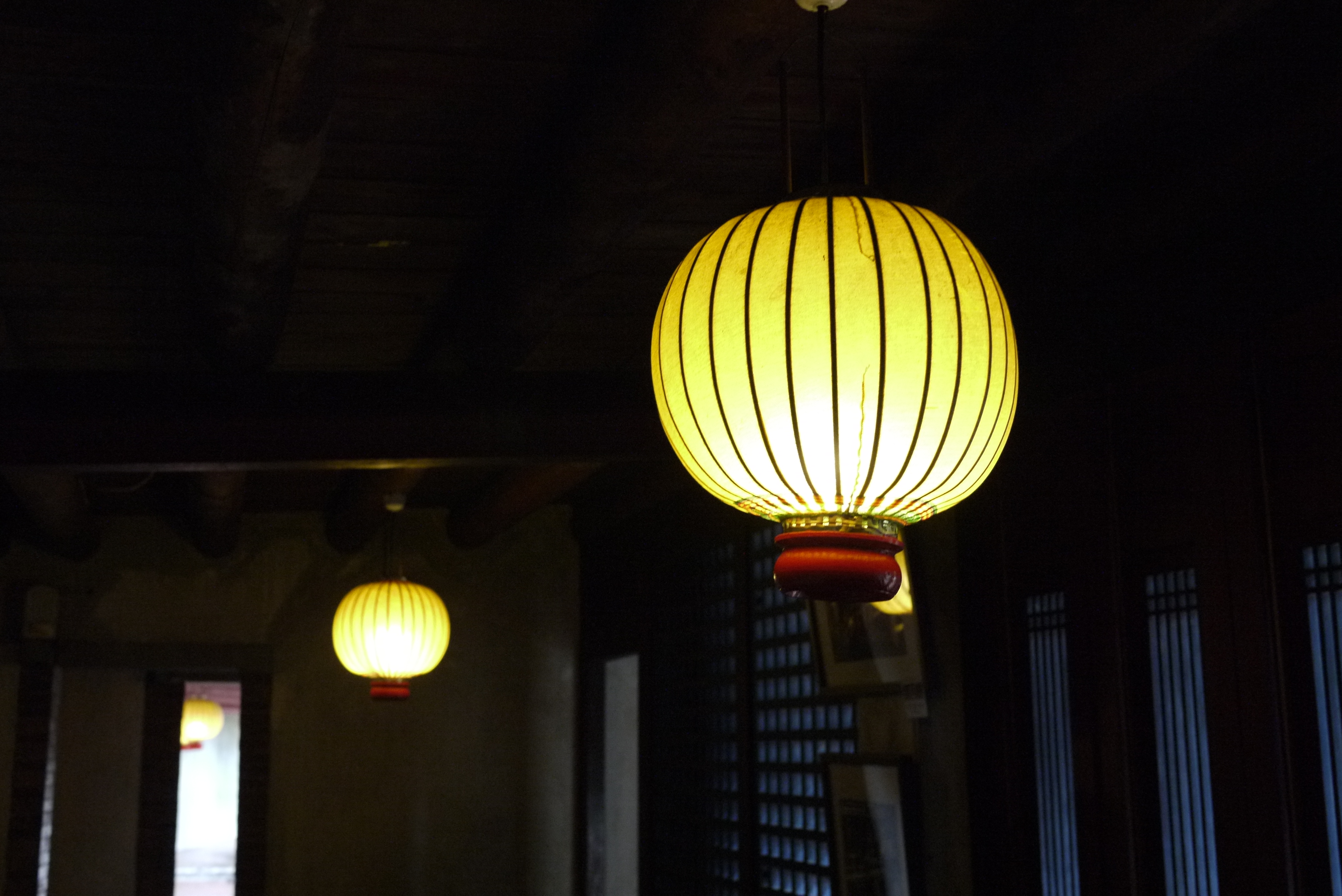
台灣林本源園邸的氣死風燈
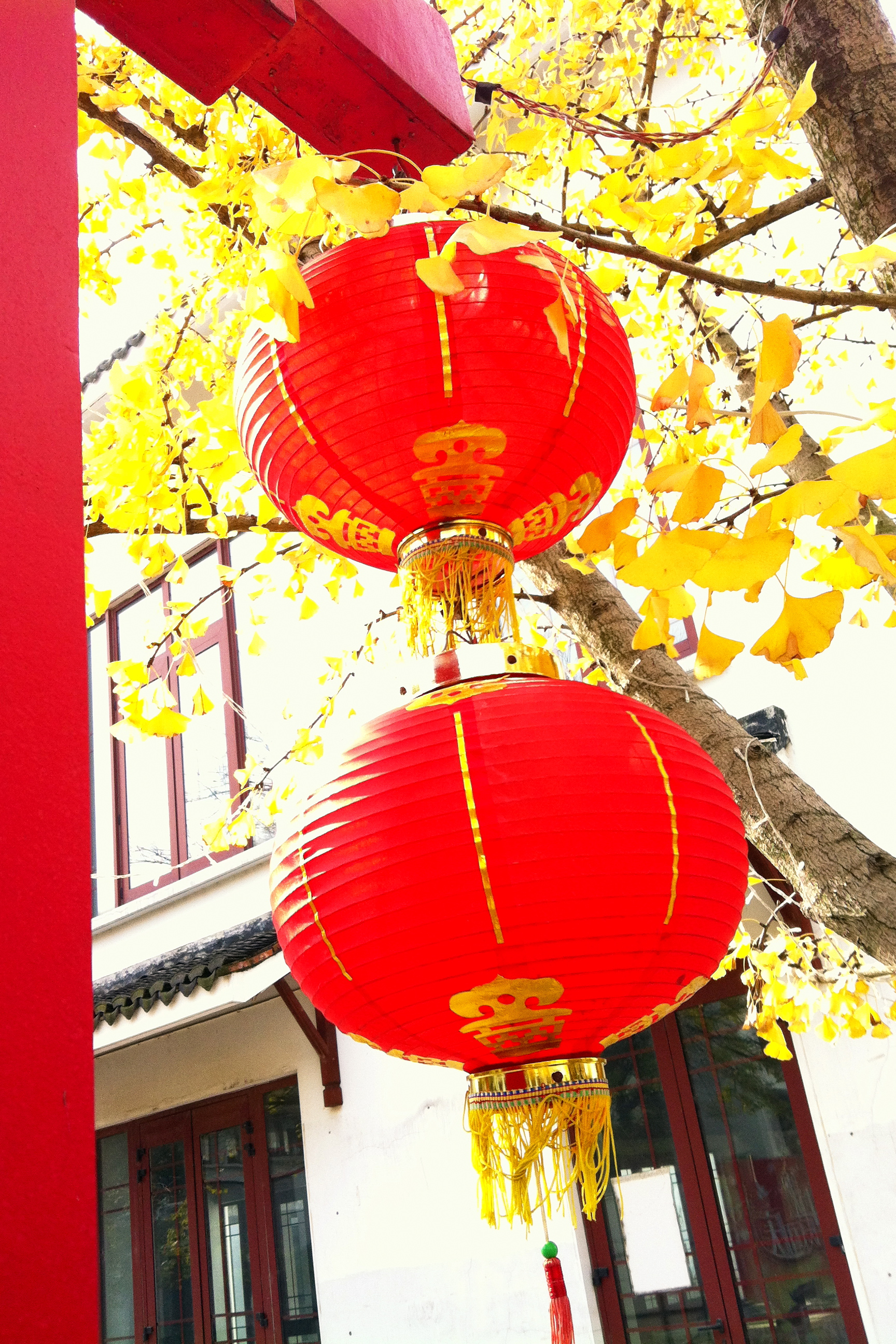
大紅燈籠是氣死風燈的一種
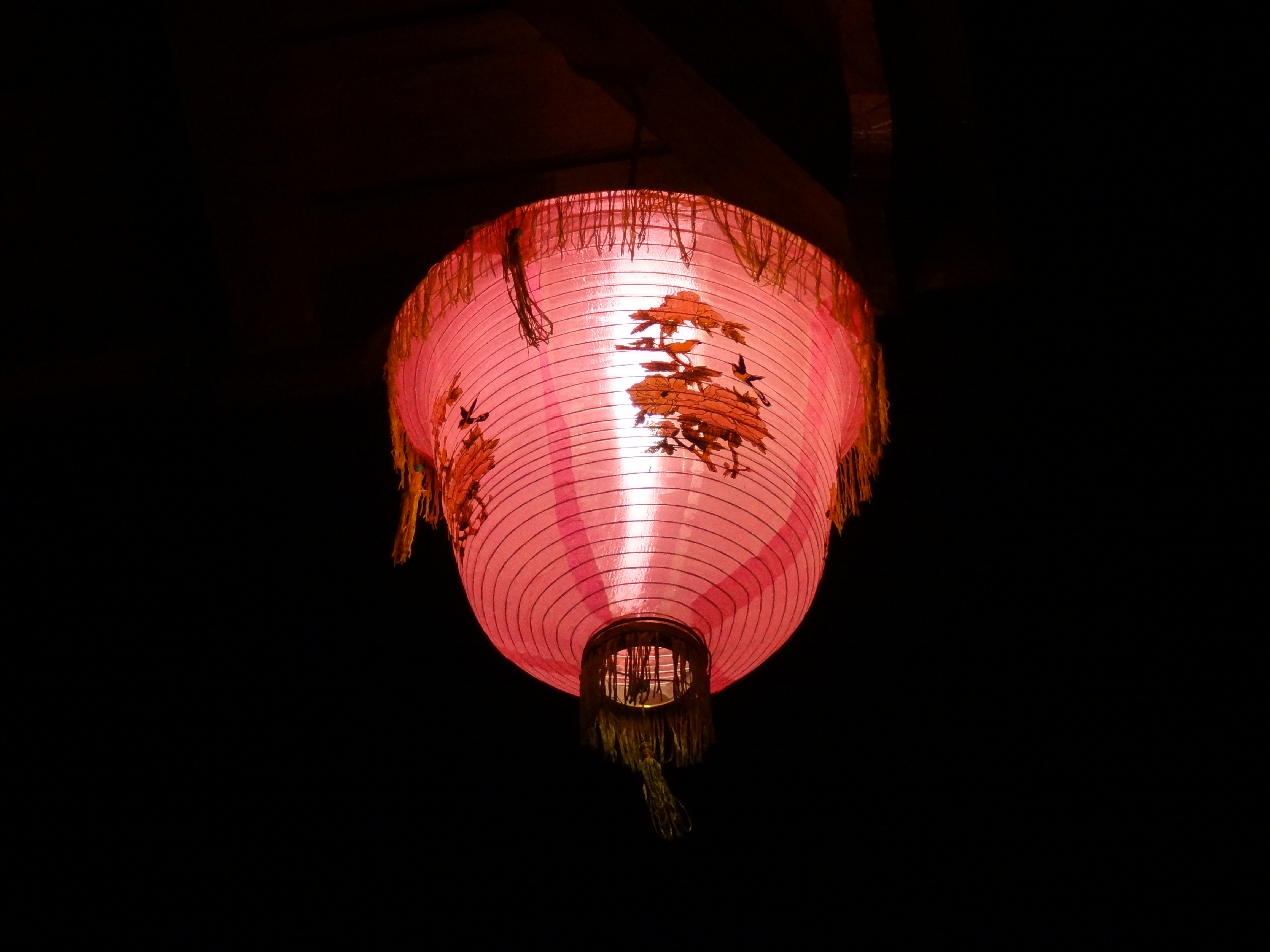
現代中式可摺疊式氣死風燈

### 日本

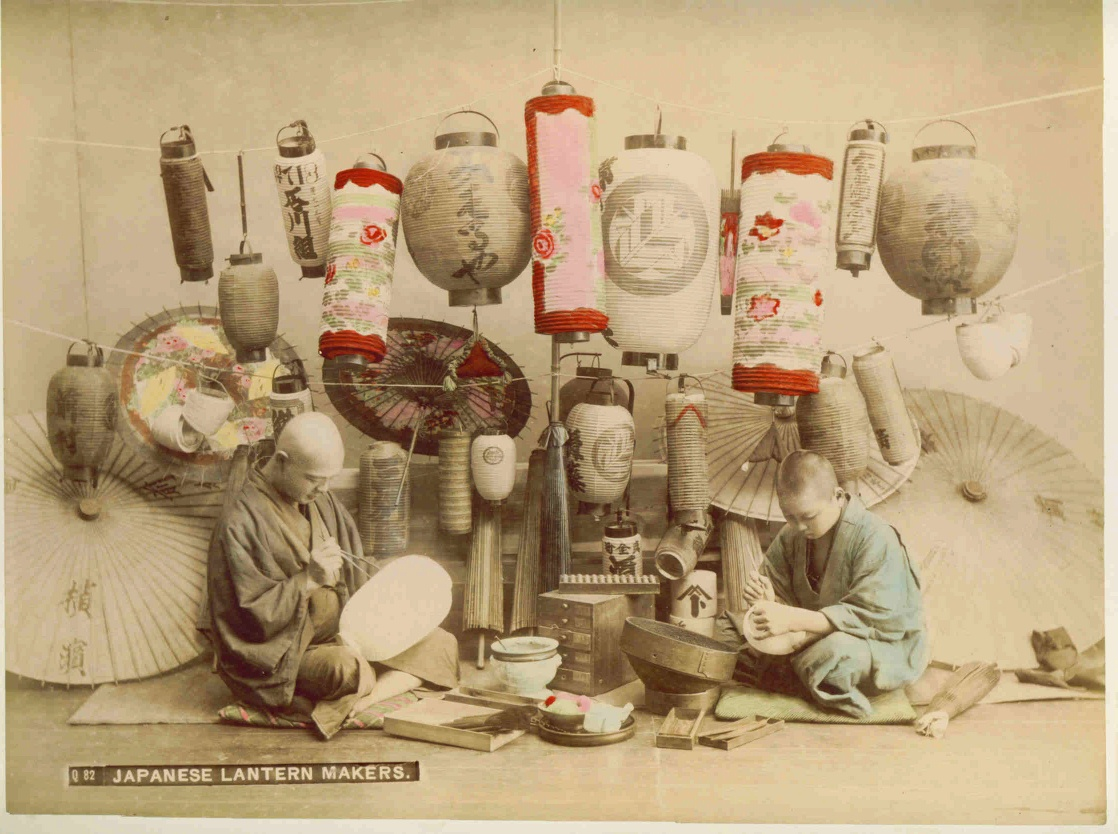
明治時代的日本製作各種形狀的氣死風燈情景

日本的氣死風燈一般兼有上下兩輪，通常為豎直的長圓形、橢圓形或圓柱形，上面寫上特定文字，也有印上家紋，通常可以摺疊收藏。在日本，氣死風燈除了用於祭典、節慶以及傳統建築裝飾外，還經常用作廣告宣傳。現代日本一些特定顏色的宣傳用氣死風燈有特定的意義，例如餐廳、旅館懸掛綠色的氣死風燈代表所用食材至少有50%為本地或國產食材。

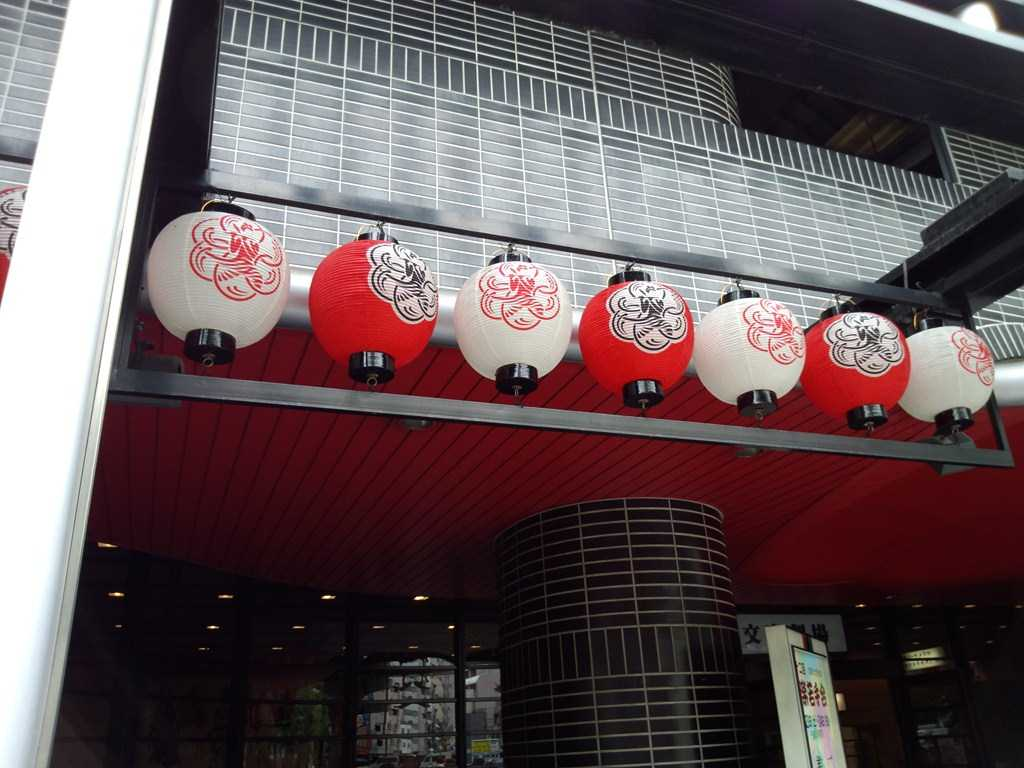
大阪市國立文樂劇場的氣死風燈
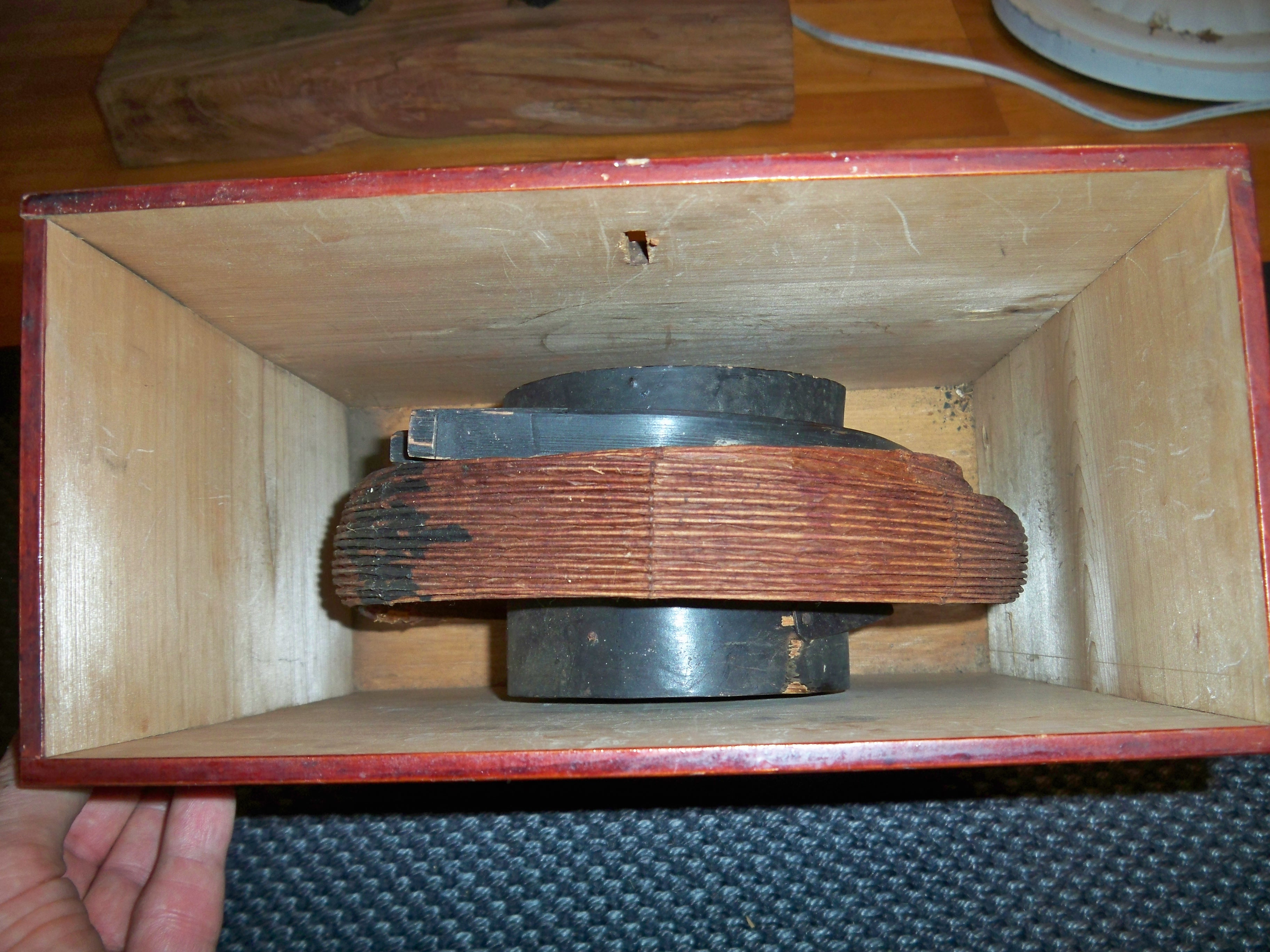
摺疊起來的日式氣死風燈
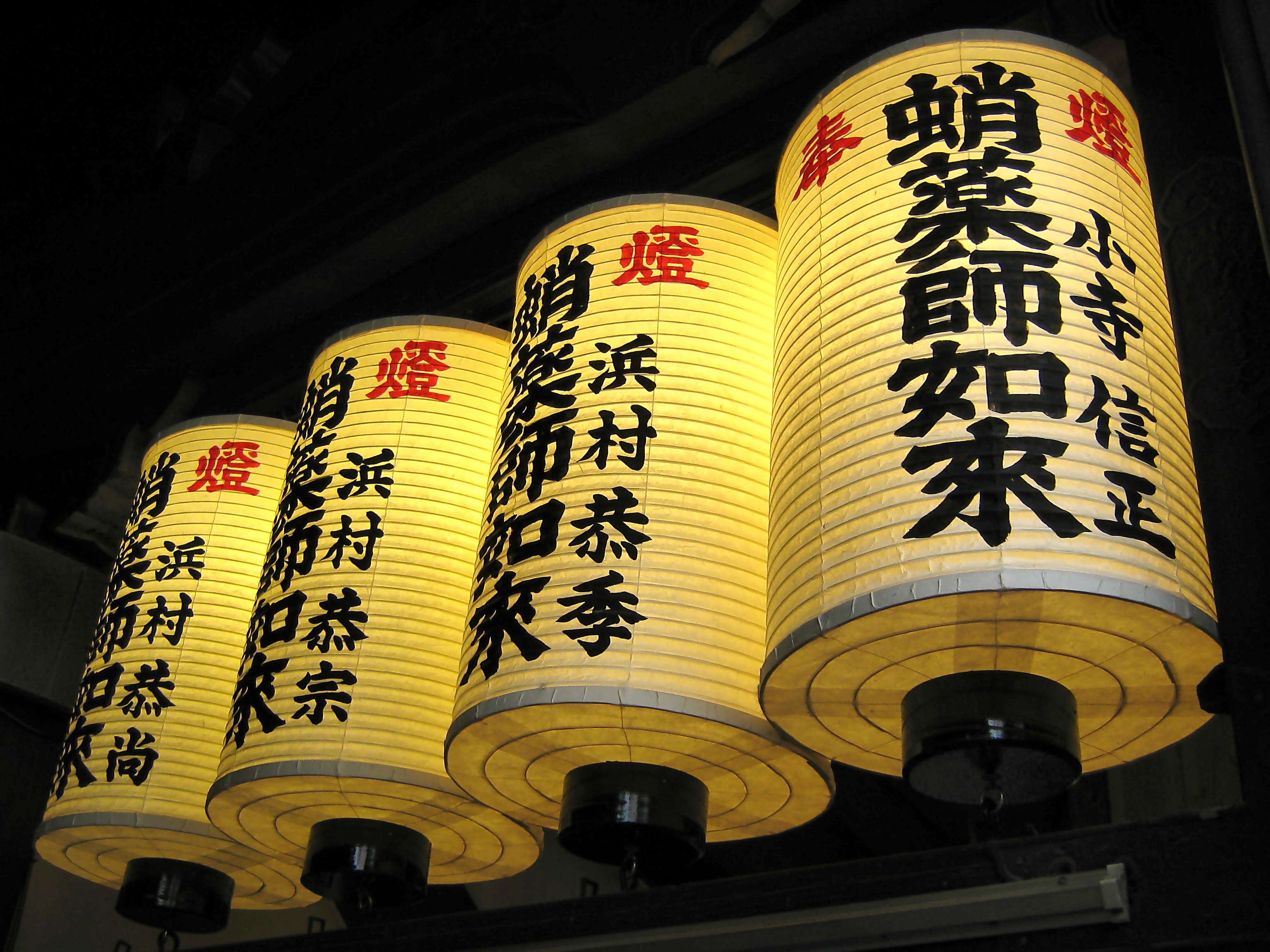
京都市新京極通寺院裡由信眾奉納的氣死風燈
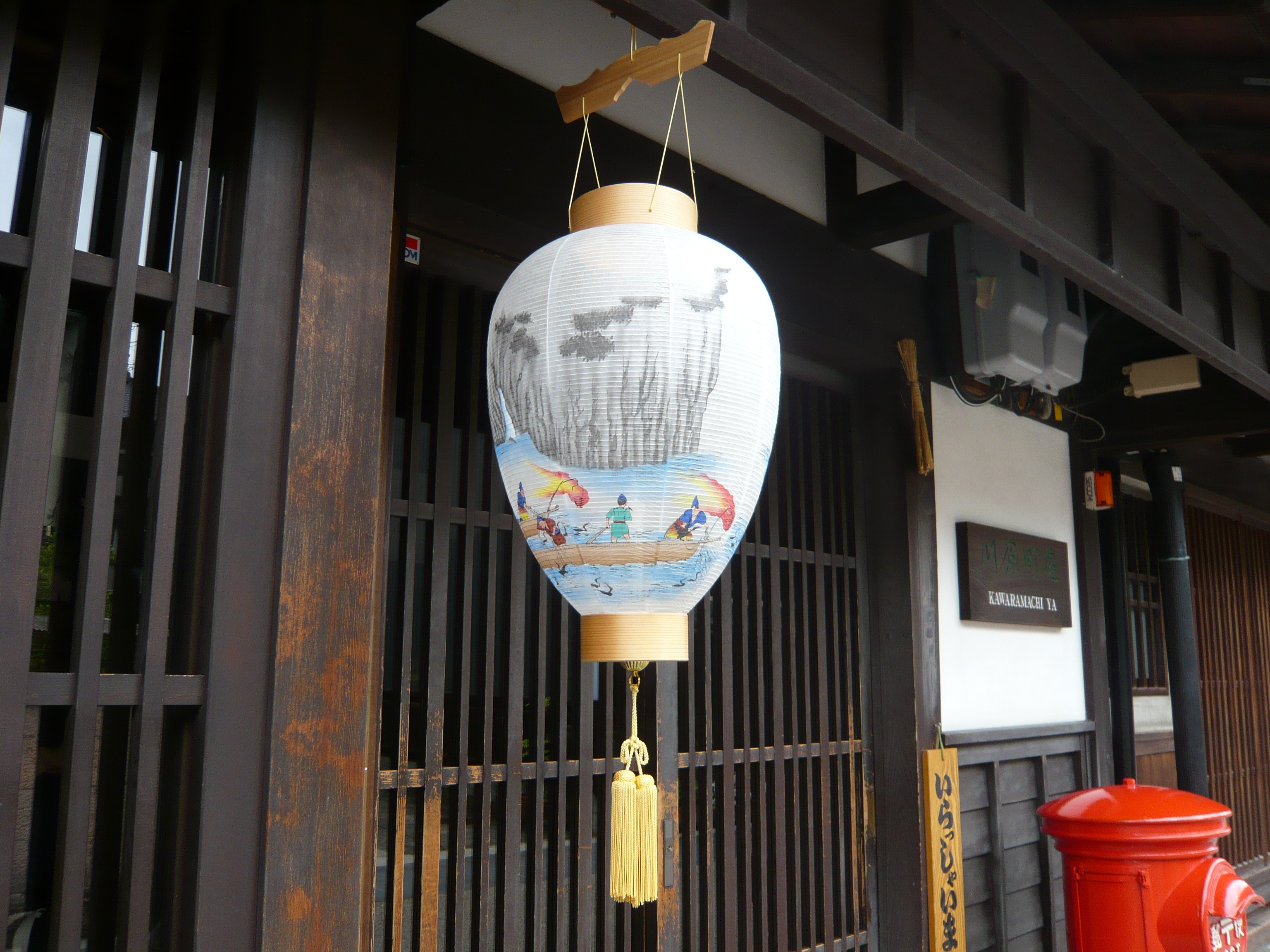
岐阜縣岐阜市的岐阜提燈（日语：岐阜提灯）是氣死風燈的一種
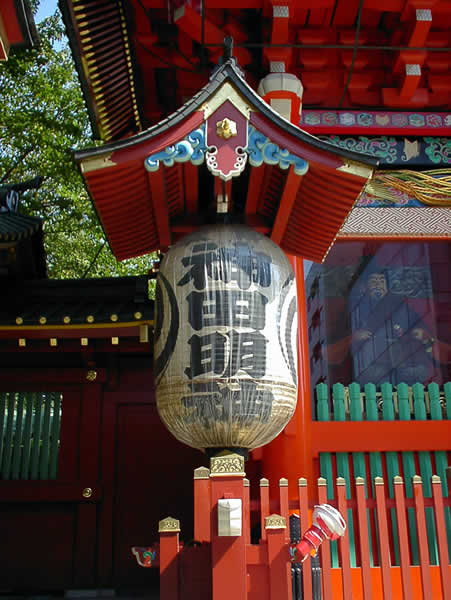
東京都神田明神的氣死風燈
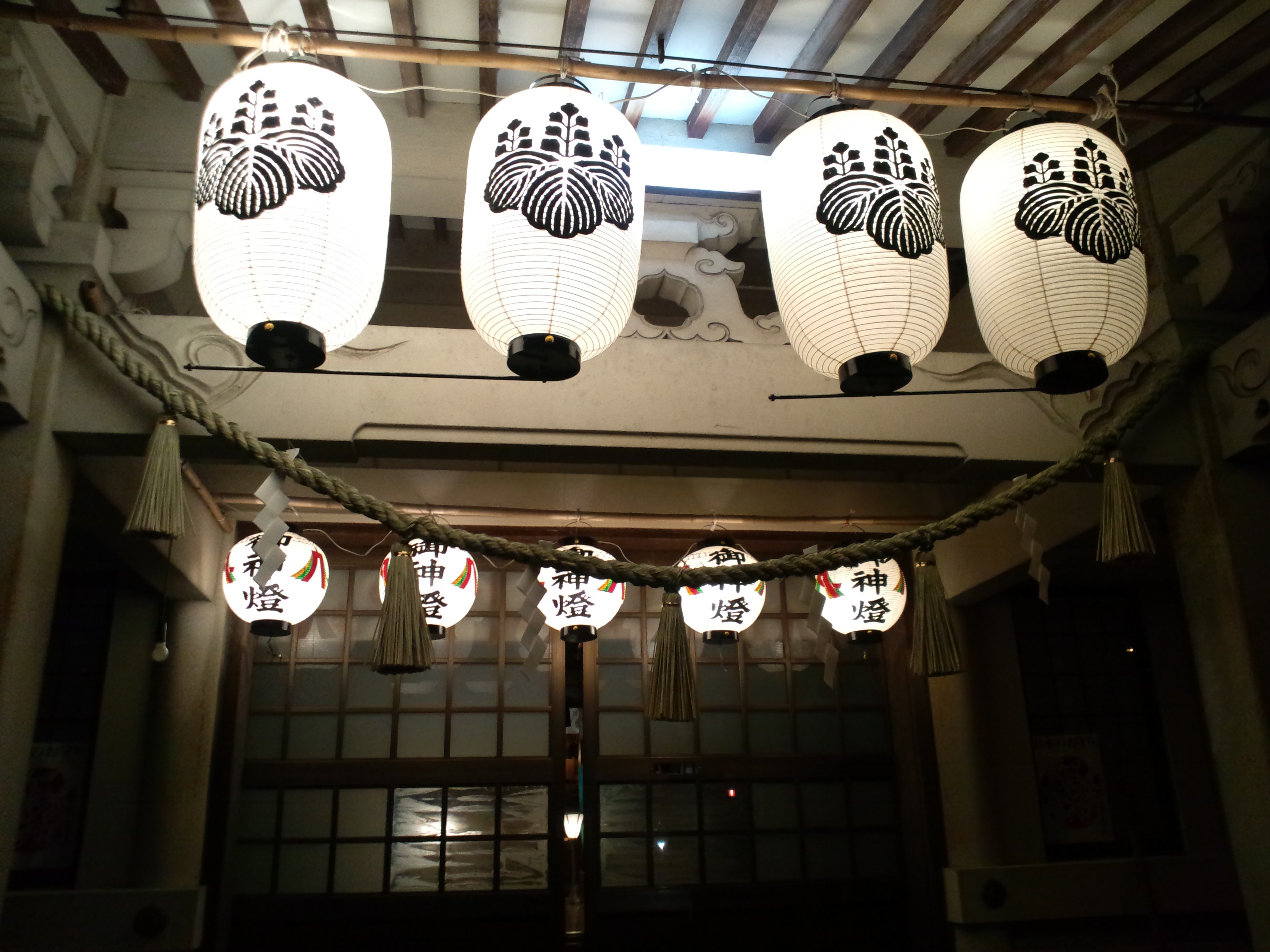
印有五七桐家紋的氣死風燈
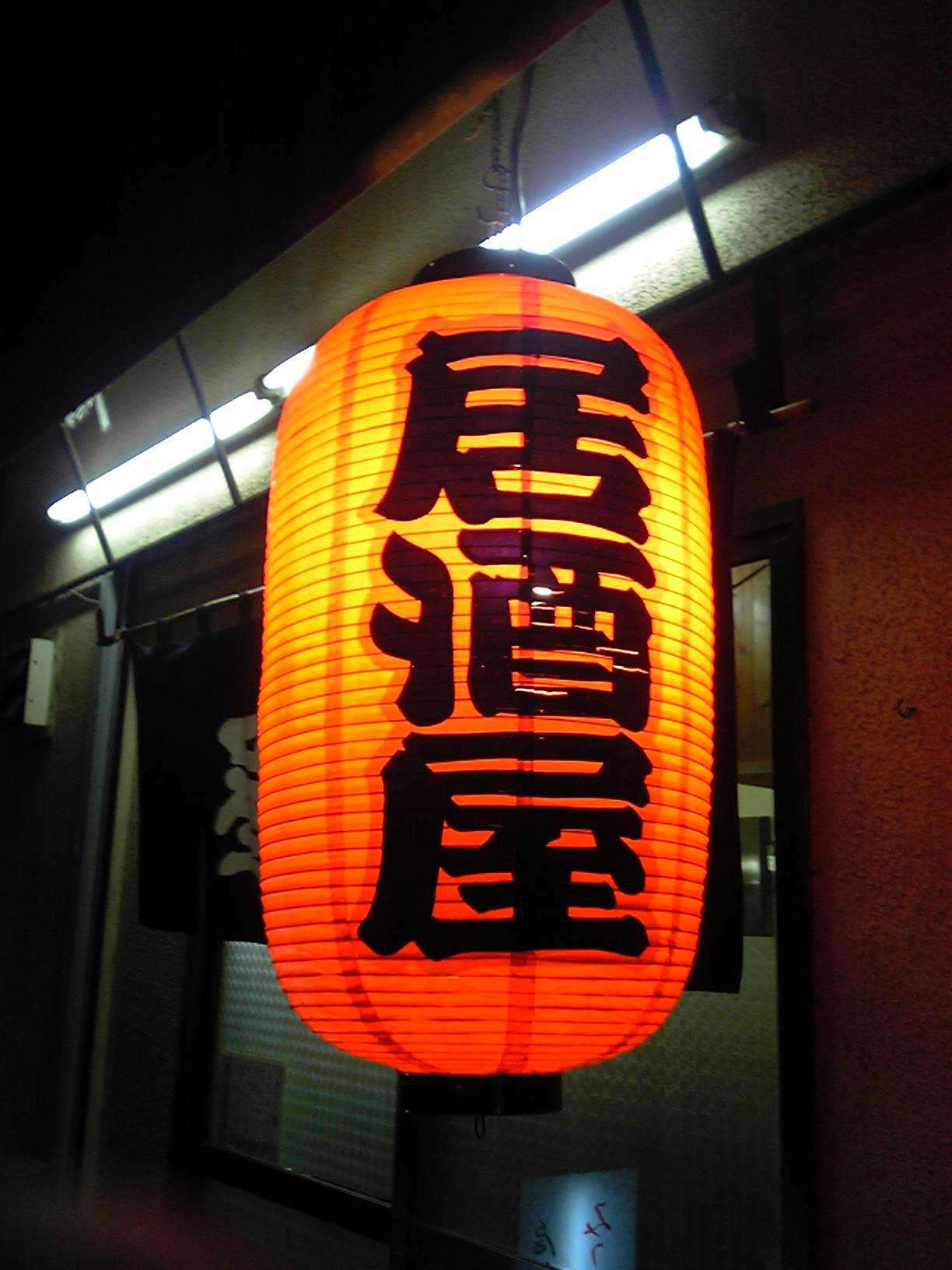
居酒屋宣傳用氣死風燈
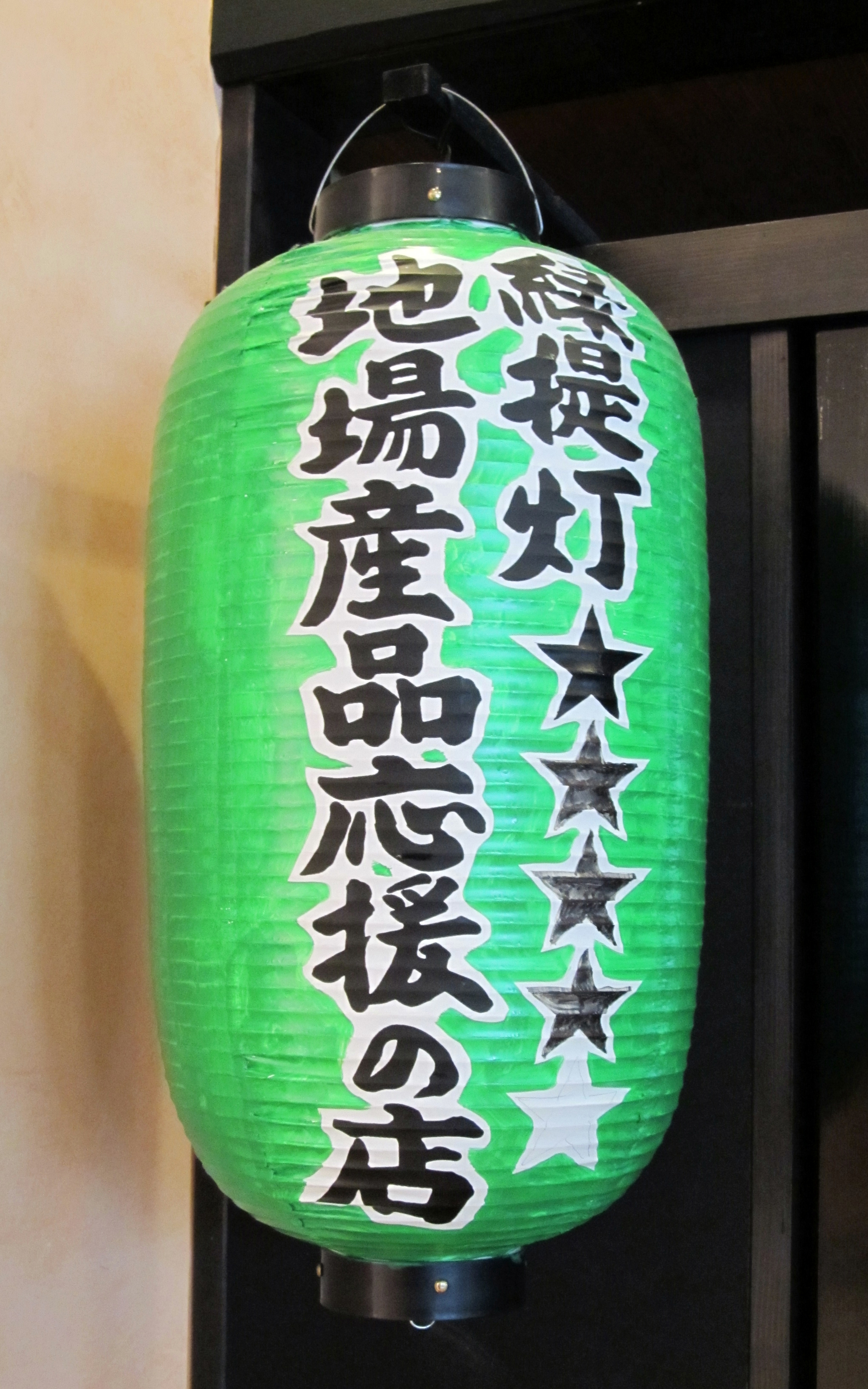
綠色的氣死風燈在日本稱為「綠提燈」，代表所提供食品所用食材至少有50%為本地或國產食材

### 朝鮮半島
朝鮮半島的氣死風燈有編織式、豎龍骨式和橫龍骨式，編織式有不同形狀，多以金屬絲編成。橫龍骨式以扁橢圓形為主，通常垂紙穗，多用於節慶裝飾，如大滿月、浴佛節等。

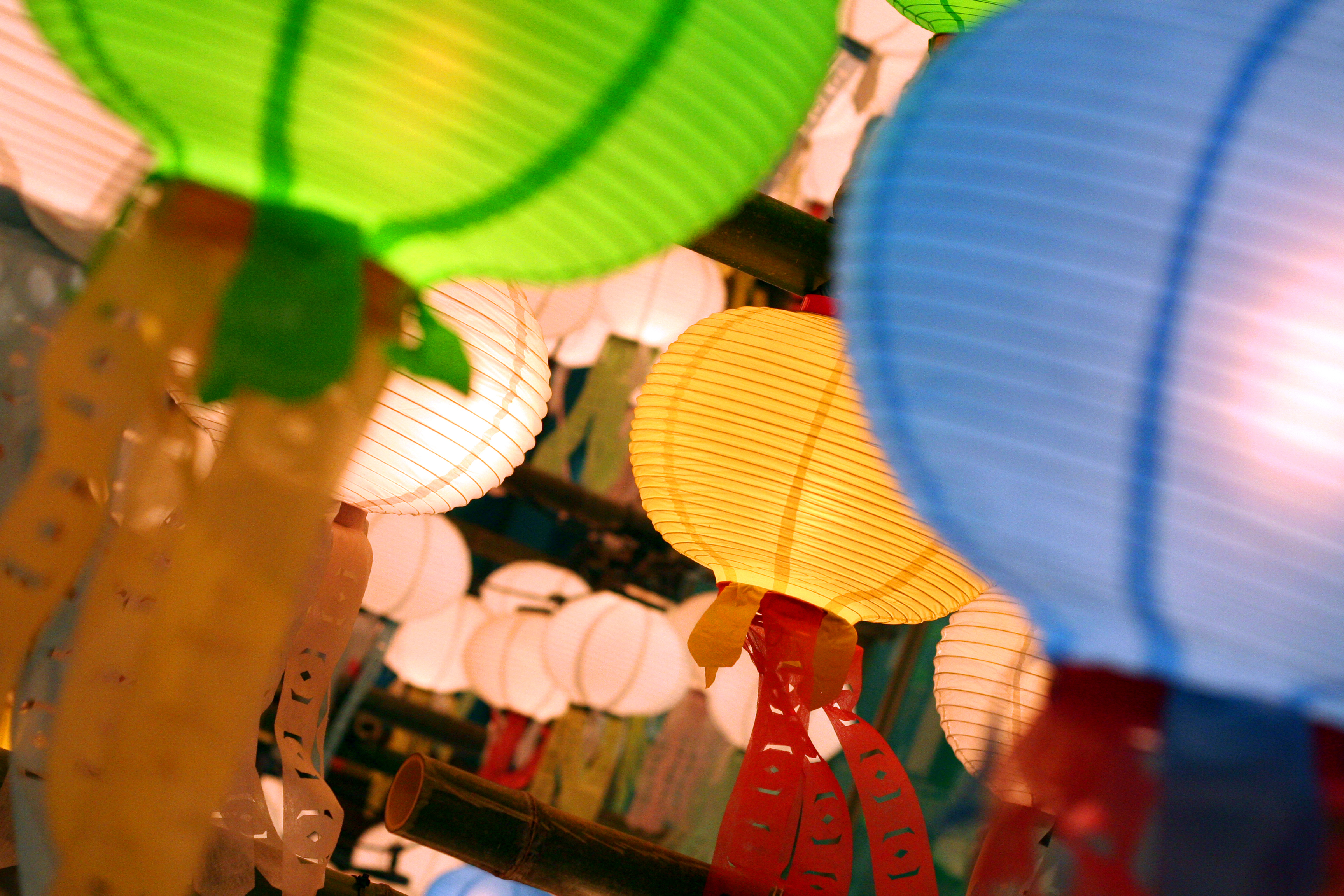
大滿月的氣死風燈
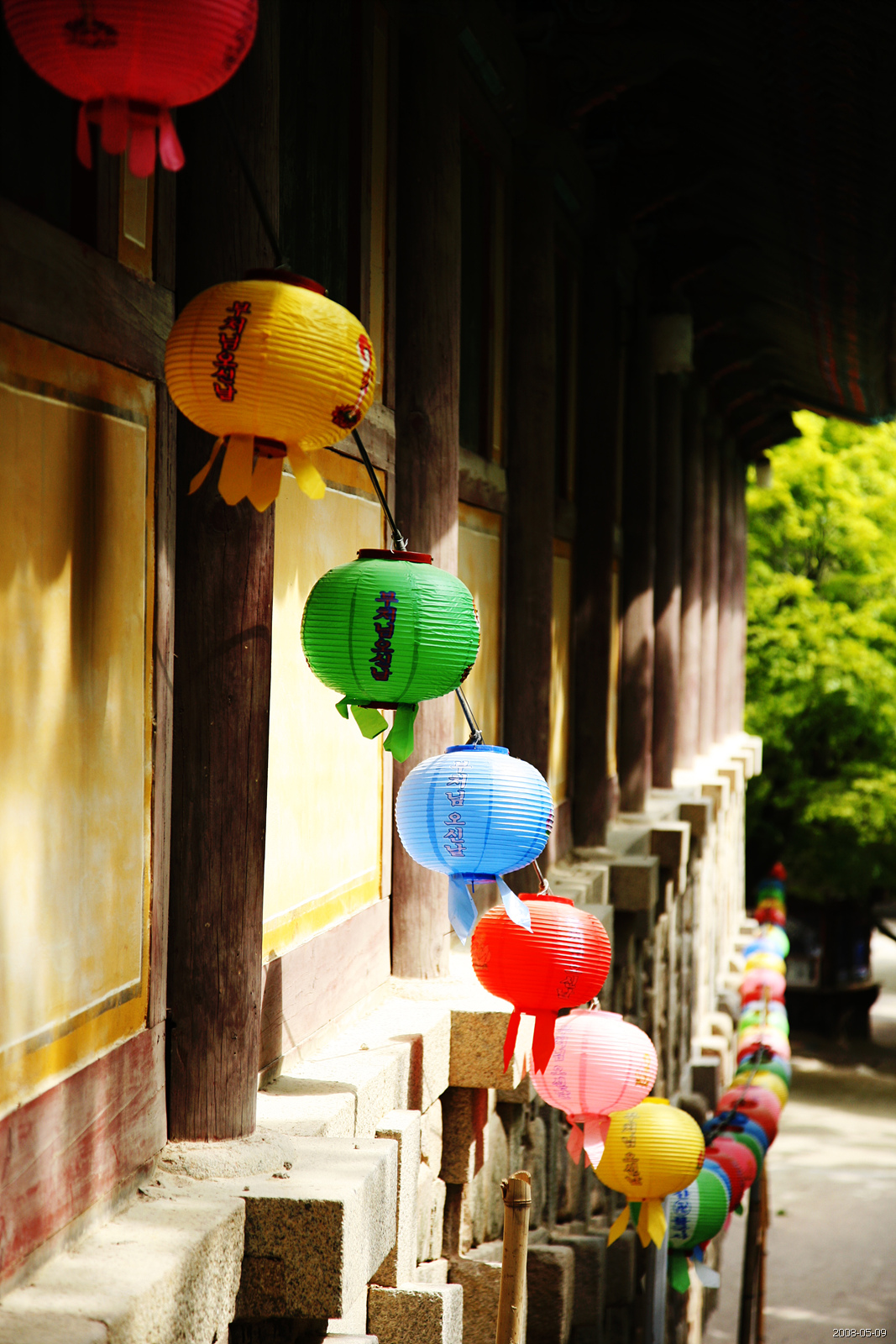
韓國慶州佛國寺在浴佛節期間懸掛的氣死風燈
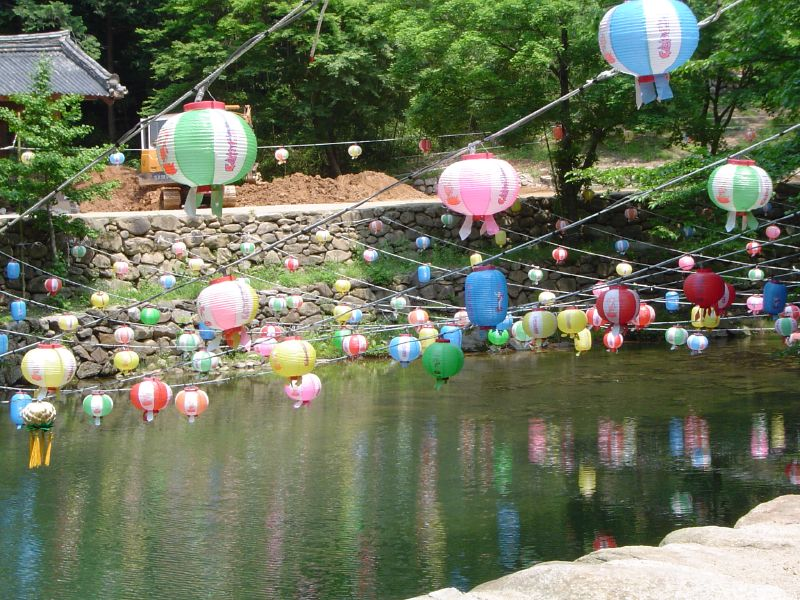
韓國順天市松廣寺在浴佛節期間懸掛的氣死風燈

### 越南

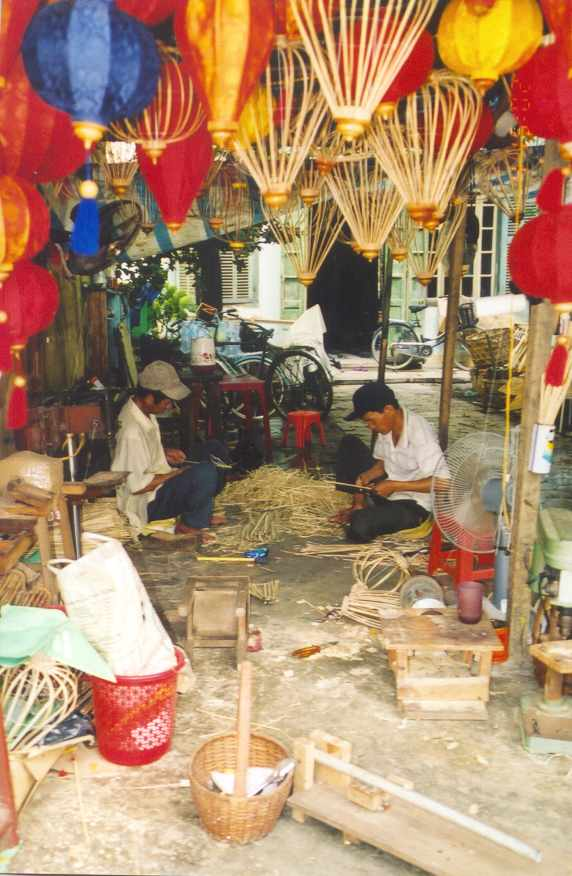
越南會安市一家燈籠店的工匠正在製作氣死風燈

越南的氣死風燈多為直龍骨式，常用於節慶和傳統建築裝飾，形狀多樣化。懸掛式的氣死風燈會垂穗。

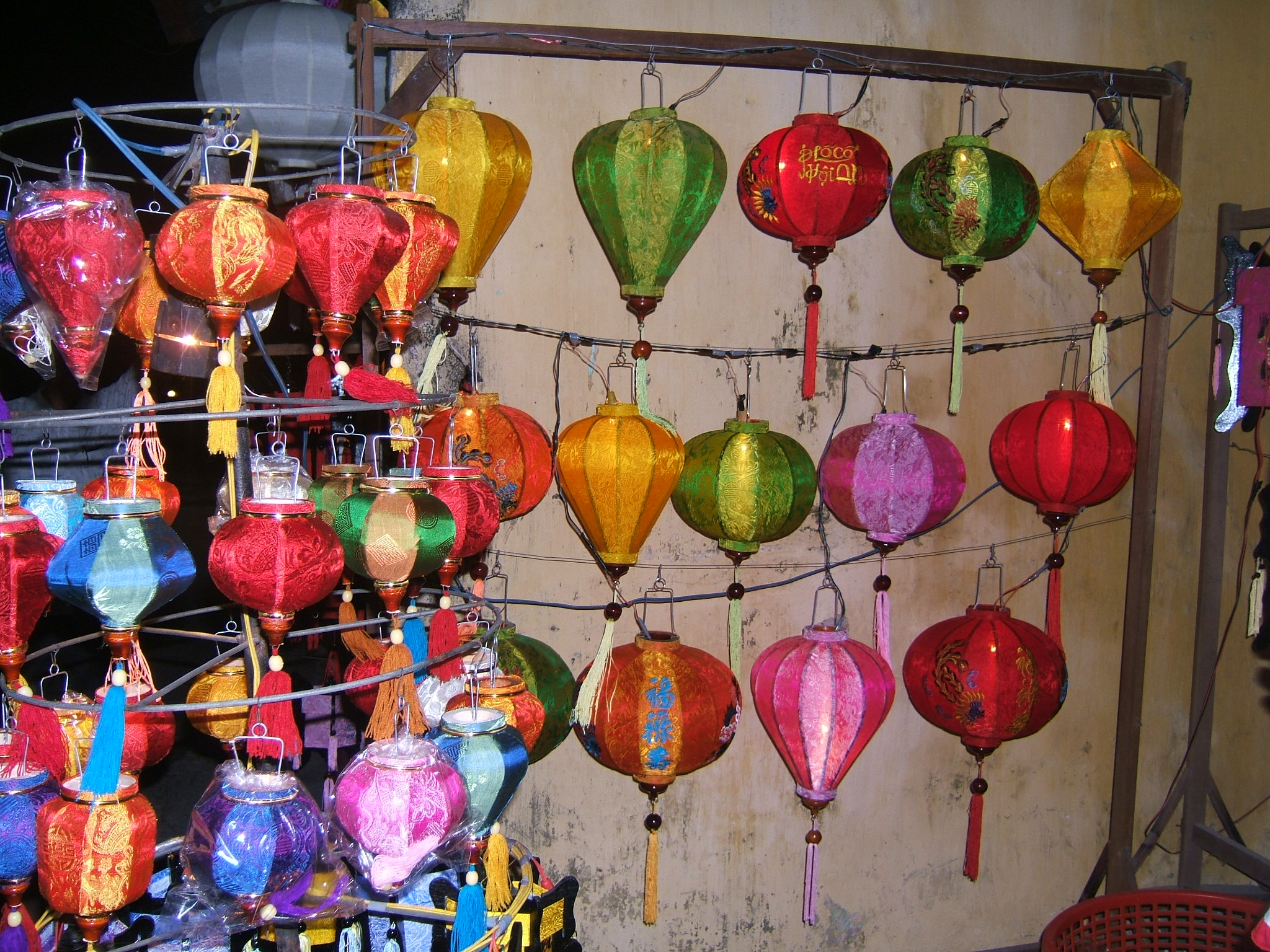
會安市售賣不同形狀的氣死風燈
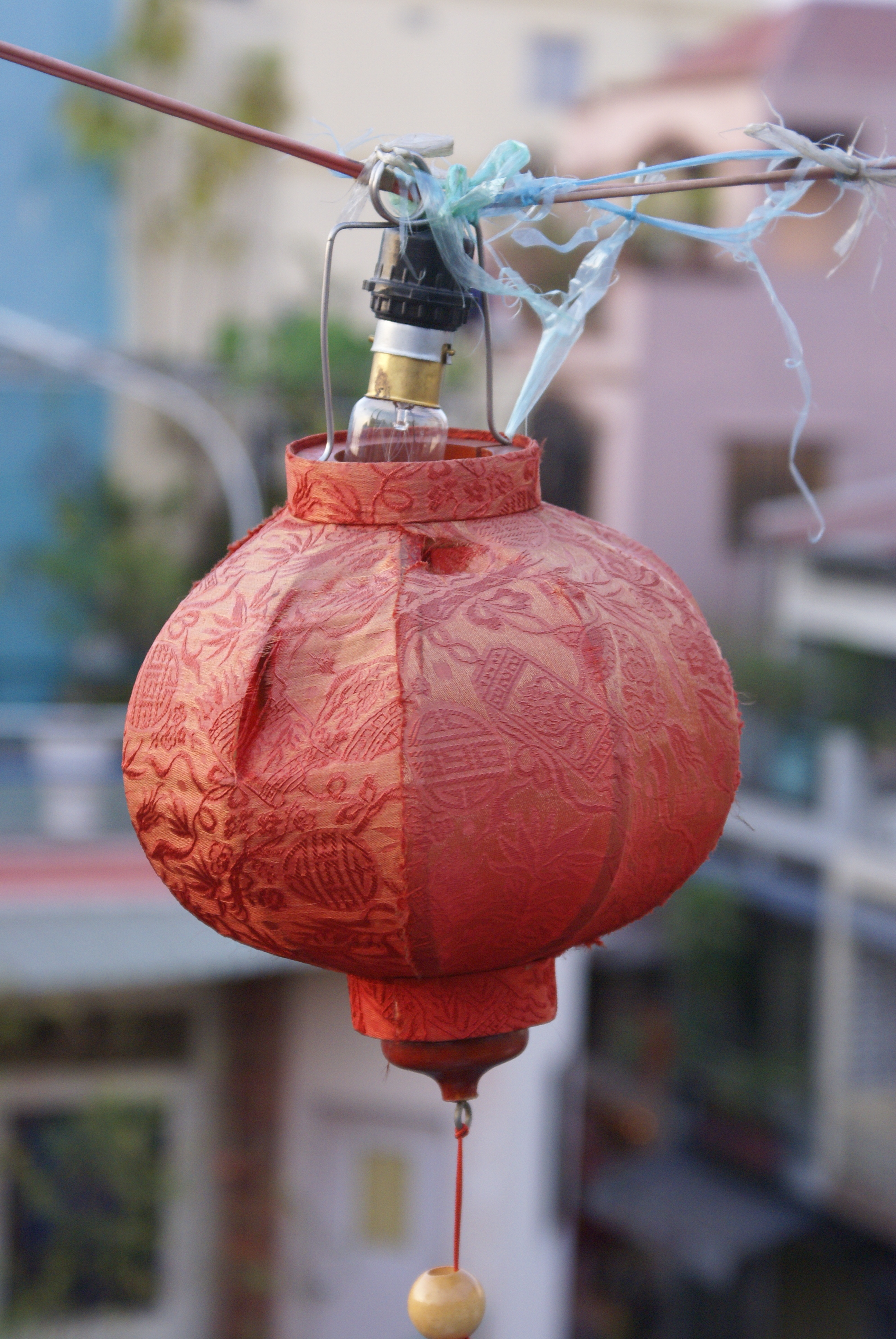
胡志明市街頭於越南新年期間懸掛的氣死風燈

## 外部連結
- 氣死風燈 （页面存档备份，存于）